# 杜博维奥夫拉格农村居民点
杜博维奥夫拉格农村居民点（俄语：Дубовоовражное сельское поселение）是俄罗斯联邦伏尔加格勒州斯韦特雷亚尔区所属的一个农村居民点。其下辖有1个居民点，行政中心为杜博维奥夫拉格。据2016年统计，该农村居民点的人口为2012人。